# 奧斯卡·莫卡多
奧斯卡·茂里西歐·莫卡多（英語：Oscar Mauricio Mercado，1994年12月16日—），為美國職棒大聯盟的外野手，目前效力於聖地牙哥教士。他曾代表哥倫比亞棒球隊參加2017年世界棒球經典賽。

## 職業生涯

### 聖路易紅雀
2013年美國職棒大聯盟選秀，紅雀隊在第2輪57順位選進莫卡多。他後來也與紅雀簽約。
簽約後，莫卡多從新人聯盟起步。2014年，他升上高階新人聯盟。2015年至2016年，他分別升上1A和高階1A。
2017年，莫卡多代表哥倫比亞隊參加世界棒球經典賽。隨後他被升上2A，最後他在2018年被升上3A。

### 克里夫蘭印地安人
2018年7月31日，紅雀隊用莫卡多向印地安人交易Conner Capel和Jhon Torres兩名小聯盟選手。他也隨即被球隊指派到3A，隔年一樣從3A開季。
2019年5月14日，莫卡多登上大聯盟。2020年，他出賽36場比賽，打擊率為1成28，並敲出1轟與6分打點。2022年6月21日，球隊將莫卡多指定讓渡。

### 費城費城人
2022年6月27日，費城人從讓渡名單中選走莫卡多。

## 外部連結
- 球員資訊和成績在MLB，ESPN，Baseball-Reference，Fangraphs（英文）
- 奧斯卡·莫卡多的X（前Twitter）